# 登静江
登静江（のぼる しずえ、1961年11月5日 - ）は、石川県七尾市出身のタレント、女優。旧芸名は登亜樹子（のぼる あきこ）。

## 人物
身長166cm（1982年当時）。埼玉県立岩槻高等学校卒業。デパートや電機メーカーなどのCFモデルなどを務めた後、1982年、テレビ朝日の刑事アクションドラマ『西部警察 PART-II』において、約500人の応募の中から主人公大門圭介の妹・大門明子役に抜擢され、同作の第2・第3シリーズの主要キャストとして出演。この西部警察シリーズがドラマデビュー作となった。その後、同局『ただいま絶好調!』第7話にゲスト出演。日本テレビ系「木曜スペシャル」枠で放送されたバラエティ番組『独占企画! 石原軍団INハワイ』では他社所属にもかかわらず石原軍団と同一待遇で出演し、「ビキニスタイルのお嬢さん」の歌唱を披露している。
デビュー当初の「登亜樹子」という芸名の名付け親は石原裕次郎。「登亜樹子」時代はオスカープロモーションに所属していた。その後は本名である「登静江」名義でタレント・モデルの活動を行っている。主にコマーシャルの出演が多い。

## 出演作品

### テレビドラマ
- 西部警察シリーズ（石原プロモーション、テレビ朝日） - 大門明子 役
  - 西部警察 PART-II
  - 西部警察 PART-III
- ただいま絶好調! 第7話（1985年 / 石原プロモーション、テレビ朝日）
- 連続テレビ小説（NHK）
  - チョッちゃん（1987年）第68話 - 久野

### バラエティ番組
- 木曜スペシャル 独占企画!石原軍団INハワイ（1986年 / 石原プロモーション、日本テレビ）